# 셔우드 앤더슨

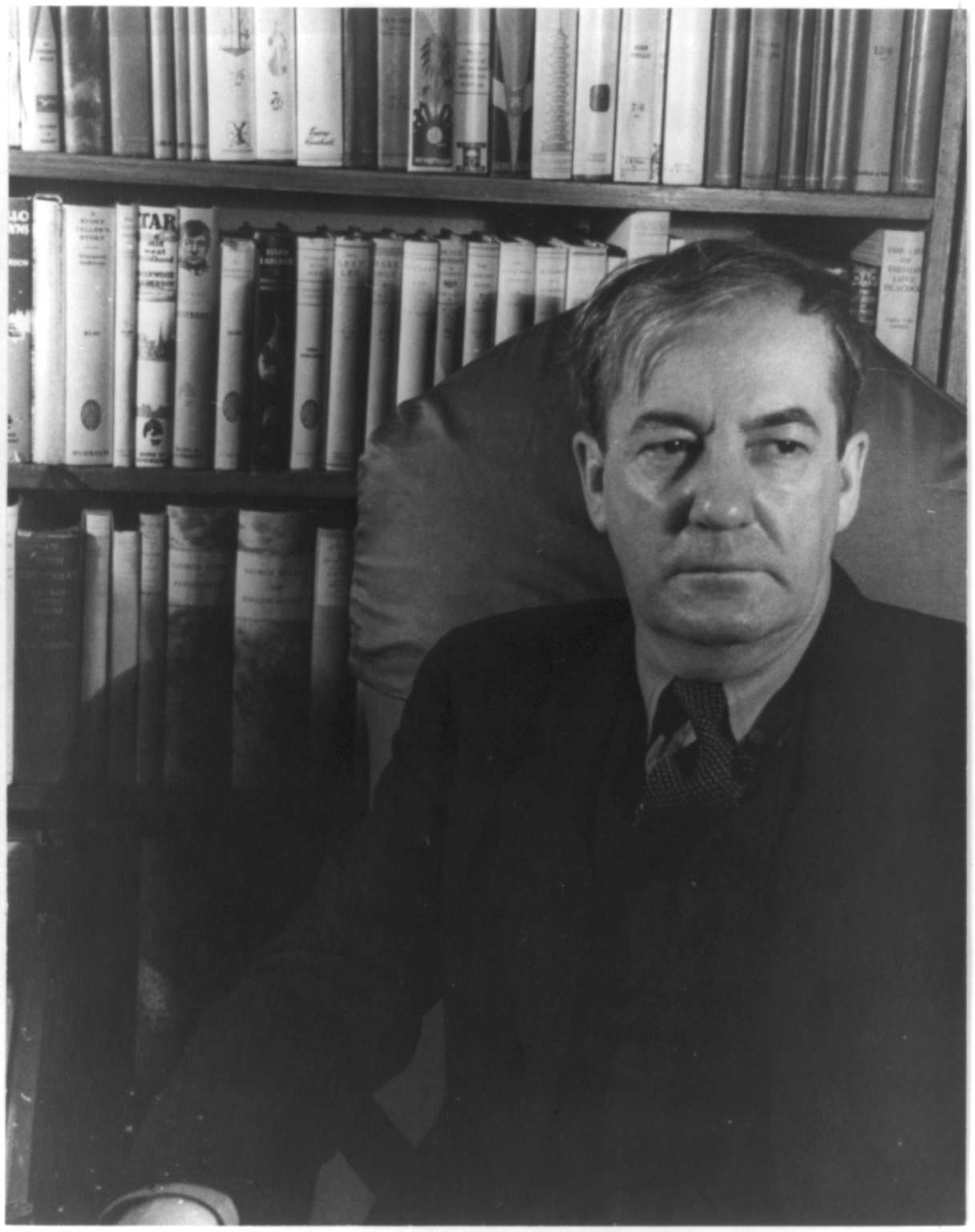
셔우드 앤더슨

셔우드 앤더슨(Sherwood Anderson, 1876년~1941년)은 미국의 소설가이다. 오하이오주 캠던에서 마구(馬具)직공의 아들로 태어났다. 학교교육도 제대로 받지 못한 채 1896년(20세) 시카고로 가서 노동자가 되었다. 한때 에스파냐 전쟁에 참가했다가 귀국하자 카피 라이터(copywriter)가 되는 한편, 문학에 흥미를 갖고 샌드버그 드라이저, 델 등의 시카고 그룹에 참여하여 소설을 발표했다. 앤더슨을 유명하게 한 <와인스버그 오하이오>는 스타인의 영향을 입은 것이라 하는데, 당시 그로테스크 소설로서 호평을 받았으며, 헤밍웨이, 울프, 사로얀, 콜드웰 등에 영향을 끼쳤다. 현대 미국소설의 원조라 불리는 앤더슨은 <가난한 백인>(1920), <어두운 웃음>(1925), <욕망의 언저리>(1932)를 비롯해서 시와 평론도 발표하여 1920년대에 있어 문학의 원로적 존재가 되었다. 포크너의 작가로서의 데뷔는 앤더슨의 노력이 결정적 역할을 한 것이다. 그는 기계문명이 가져온 인간의 욕구불만과 고독을 묘사하는 데 프로이트적 심리분석을 시도했으나, 명석한 문학적 이상이 결여되어 있기 때문에 포크너나 헤밍웨이로부터 부정(否定)되었다.
1941년 남미로 여행가기 며칠 전 송별회에서 이쑤시개에 꽂힌 올리브가 담긴 마티니를 마시고 여행 중 복통증세를 보이다가 얼마 후 사망했다. 사인은 삼켜진 이쑤시개가 결장에 구멍을 내서 장내 박테리아가 복강에 감염되어 유발된 복막염.